# 보이드 계수
원자력 공학에서 보이드 계수(void coefficient) 또는 기포 계수는 원자로 감속재 또는 냉각재에 보이드(void, 일반적으로 증기 기포)이 형성될 때 원자로의 반응성이 얼마나 변하는지 추정하는 데 사용할 수 있는 숫자이다. 원자로의 순 반응도는 여러 기여의 총합이며, 그 중 보이드 계수는 1에 불과하다. 감속재 또는 냉각제가 액체인 원자로는 일반적으로 음수(원자로가 저감속된 경우) 또는 양수(원자로가 과도하게 감속된 경우)의 보이드 계수 값을 갖는다. 감속재나 냉각재 모두 액체가 아닌 원자로(예: 흑연 감속 가스 냉각식 원자로)의 보이드 계수 값은 0이다. 감속재/냉각재가 액체도 기체도 아닌 원자로(초임계수형 원자로)에 보이드 계수의 정의가 어떻게 적용되는지는 불분명하다.

## 같이 보기
- 핵물리학